# Таж Гибсон
Таж Гибсон (енгл. Taj Gibson; Бруклин, Њујорк, 24. јун 1985) амерички је кошаркаш. Игра на позицијама крилног центра и центра, а тренутно наступа за Шарлот хорнетсе.
Гибсон је играо колеџ кошарку за УСЦ Тројансе и изабран је као 26. пик од стране Чикаго булса на НБА драфту 2009. Углавном је играо шесту улогу са клупе Булса пре него што је трејдован у Оклахома Сити тандер 2017. године, а касније је исте године потписао уговор са Минесота Тимбервулвсима. 2019. потписао је за Никсе. Тренутно наступа за Вашингтон визардсе.

## Биографија

### Рани живот и средњошколска каријера
Гибсон је рођен 24. јуна 1985. године у Бруклину у Њујорку. Похађао је П.С. 67 Школа Чарлс А. Дорси у четврти Форт Грин у Бруклину. Гибсон је започео своју средњошколску каријеру у Бруклинској средњој школи за телекомуникациону уметност и технологију. Затим је похађао Стонриџ Преп Тарзани, Калифорнија. Током завршне године 2006. похађао је Кристијанску калварију у Сан Фернанду у Калифорнији.

### Колеџ
Гибсон је играо на Универзитету Јужне Калифорније, где је био члан братства Фи Капа Пси. Као један од најстаријих бруцоша у земљи са 21 годином 2007. године именован је у Пац-10 тим. Помогао је да победи ривала УКЛА 2008. Гибсон је именован за Ол-Пац 10 турнирски тим 2009. тако што је помогао Тројанцима да освоје првенство Пацифика-10 у Стејплс центру.

## Професионална каријера

### Чикаго булси (2009–2017)
Гибсон се пријавио за НБА драфт 2009. и изабран је као 26. пик од стране Чикаго булса. Заједно са колегом на драфту Џејмсом Џонсоном, потписао је за Булсе у јулу 2009. године. Гибсон је био крилни центар већи део своје почетничке сезоне са Булсима и импресионирао је многе људе својом високом енергијом и добром одбраном. Током Ол-стар викенда, Гибсон је играо у челенџу за новајлије, где је екипа Рукија победила први пут од 2002. Булси су се пласирали у плеј-оф, обезбедивши 8. носиоца у Источној конференцији. Гибсон је у просеку постизао 7,6 поена по утакмици и 7,0 скокова, док су Булси изгубили од Кливленд кавалирса у првом колу. На крају своје прве сезоне, изабран је у први тим почетника НБА лиге.
Током вансезоне 2010. Булси су потписали крилног центра Карлоса Бузера, за кога се очекивало да ће стартовати на почетку сезоне, а не Гибсон. Али Бузер је сломио руку пре предсезоне, а Гибсон је стартовао првих 15 утакмица у сезони. Након Бузеровог повратка, Гибсон је већи део сезоне био на клупи. Изабран је као стартер у другом тиму у НБА изазову звезда у успону 2011. на Ол-стар викенду, који је тим почетника победио са 148–140. Гибсон је играо 18 минута и забележио 8 поена. На крају сезоне Булси су се пласирали у плеј-оф као први носилац у Источној конференцији. Дана 10. маја 2011, Гибсон је помогао свом тиму да поведе 3-2 у полуфиналу Источне конференције против Атланте, постигавши свих својих 11 поена у четвртој четвртини.
У мају 2012, Гибсон је именован у изабрани тим САД, придруживши се Џереми Лину, Демаркусу Казинсу и Кајри Ирвингу у вежбама са Олимпијским тимом САД у припремама за Летње олимпијске игре 2012. у Лондону. Дана 31. октобра 2012, Гибсон је потписао вишегодишњи почетни уговор са Булсима. Играјући углавном на клупи у сезони 2013–14, Гибсон је у просеку постизао 13 поена и 6,8 скокова у сезони и био је међу водећим у лиги по броју блокираних шутева по утакмици. Завршио је други у НБА награди за шестог играча године, изгубивши од Џамала Крофорда. Гибсон је 16. јуна 2015. године подвргнут артроскопској операцији левог скочног зглоба и искључен је четири месеца. Током сезоне 2015–16, наступио је у 73 утакмице и просечно је бележио 8,6 поена и 6,9 скокова.

### Оклахома Сити тандер (2017)
Дана 23. фебруара 2017, Гибсон је трејдован, заједно са Дагом Мекдермотом и незаштићеним пиком у другој рунди драфта 2018, у Оклахома Сити тандер у замену за Жофрија Ловерња, Ентонија Мороа и Камерона Пејна.

### Минесота тимбервулвси (2017—2019)
Дана 10. јула 2017. Гибсон је потписао за Минесота Тимбервулвсе, поново се ујединивши са тренером Томом Тибодоом. Постао је други НБА играч који је икада носио број 67, у част своје основне школе у Бруклину, П.С. 67. 22. новембра 2017. постигао је рекордних 24 поена у победи над Орландо меџиком резултатом 124–118. Дана 15. фебруара 2018. Гибсон је постигао рекордних каријерних 28 поена против Лос Анђелес лејкерса.

### Њујорк никси (2019—2022)
Гибсон је 9. јула 2019. потписао уговор са Њујорк никсима. 19. новембра 2020. Никси су се одрекли Гибсона. 7. јануара 2021. Гибсон је поново потписао уговор са Никсима. Поново је одбачен 8. јула 2022. године.

### Вашингтон визардси (2022—2023)
Гибсон је 19. јула 2022. потписао уговор са Вашингтон визардсима.

## Успеси

### Појединачни
- Идеални тим новајлија НБА — прва постава (1): 2009/10.

## Статистика

### НБА

#### Регуларна сезона
| Сезона   | Екипа                 | ОУ  | СУ  | МПУ  | ПШ%  | 3П%   | СБ%  | СПУ | АПУ | УПУ | БПУ | ППУ  |
| -------- | --------------------- | --- | --- | ---- | ---- | ----- | ---- | --- | --- | --- | --- | ---- |
| 2009/10. | Чикаго булси          | 82  | 70  | 26.9 | .494 | —     | .646 | 7.5 | .9  | .6  | 1.3 | 9.0  |
| 2009/10. | Чикаго булси          | 80  | 19  | 21.8 | .466 | .125  | .676 | 5.7 | .7  | .7  | 1.3 | 7.1  |
| 2010/11. | Чикаго булси          | 63  | 0   | 20.4 | .495 | —     | .622 | 5.3 | .7  | .4  | 1.3 | 7.7  |
| 2012/13. | Чикаго булси          | 65  | 5   | 22.4 | .485 | .000  | .679 | 5.3 | .9  | .4  | 1.4 | 8.0  |
| 2013/14. | Чикаго булси          | 82  | 8   | 28.7 | .479 | .000  | .751 | 6.8 | 1.1 | .5  | 1.4 | 13.0 |
| 2014/15. | Чикаго булси          | 62  | 17  | 27.3 | .502 | —     | .717 | 6.4 | 1.1 | .6  | 1.2 | 10.3 |
| 2015/16. | Чикаго булси          | 73  | 55  | 26.5 | .526 | .000  | .692 | 6.9 | 1.5 | .6  | 1.1 | 8.6  |
| 2016/17. | Чикаго булси          | 56  | 55  | 27.2 | .523 | .167  | .714 | 6.9 | 1.1 | .5  | .9  | 11.6 |
| 2016/17. | Оклахома Сити тандер  | 23  | 16  | 21.2 | .497 | 1.000 | .718 | 4.5 | .6  | .6  | .7  | 9.0  |
| 2017/18. | Минесота тимбервулвси | 82  | 82  | 33.2 | .577 | .200  | .768 | 7.1 | 1.2 | .8  | .7  | 12.2 |
| 2018/19. | Минесота тимбервулвси | 70  | 57  | 24.1 | .566 | .324  | .757 | 6.5 | 1.2 | .8  | .6  | 10.8 |
| 2019/20. | Њујорк никси          | 62  | 56  | 16.5 | .584 | .286  | .732 | 4.3 | .8  | .4  | .5  | 6.1  |
| 2020/21. | Њујорк никси          | 45  | 3   | 20.8 | .627 | .200  | .727 | 5.6 | .8  | .7  | 1.1 | 5.4  |
| 2021/22. | Њујорк никси          | 52  | 4   | 18.2 | .518 | .395  | .808 | 4.4 | .6  | .4  | .8  | 4.4  |
| Каријера | Каријера              | 896 | 447 | 24.5 | .518 | .257  | .713 | 6.1 | 1.0 | .6  | 1.0 | 9.0  |

#### Плеј-оф
| Сезона | Екипа                 | ОУ | СУ | МПУ  | ПШ%  | 3П%  | СБ%   | СПУ | АПУ | УПУ | БПУ | ППУ  |
| ------ | --------------------- | -- | -- | ---- | ---- | ---- | ----- | --- | --- | --- | --- | ---- |
| 2010.  | Чикаго булси          | 5  | 5  | 29.0 | .421 | —    | .545  | 7.0 | .6  | .2  | .6  | 7.6  |
| 2011.  | Чикаго булси          | 16 | 0  | 17.8 | .566 | .000 | .600  | 4.1 | .6  | .3  | 1.4 | 5.9  |
| 2012.  | Чикаго булси          | 6  | 0  | 22.8 | .457 | —    | .682  | 6.5 | .7  | .7  | 1.7 | 9.5  |
| 2013.  | Чикаго булси          | 12 | 0  | 17.2 | .470 | .000 | .727  | 3.0 | .3  | .3  | .5  | 6.5  |
| 2014.  | Чикаго булси          | 5  | 0  | 30.8 | .561 | —    | .750  | 6.2 | .4  | .4  | 2.4 | 18.2 |
| 2015.  | Чикаго булси          | 12 | 2  | 23.0 | .472 | —    | .700  | 5.5 | 1.0 | .3  | 1.0 | 7.4  |
| 2017.  | Оклахома Сити тандер  | 5  | 5  | 23.6 | .600 | —    | .875  | 3.6 | .6  | .2  | .0  | 9.8  |
| 2018.  | Минесота тимбервулвси | 5  | 5  | 24.6 | .636 | —    | 1.000 | 4.0 | .4  | .2  | .4  | 6.2  |
| 2021.  | Њујорк никси          | 5  | 3  | 27.6 | .600 | —    | 1.000 | 7.0 | .8  | 1.6 | 1.0 | 5.0  |
| Career | Career                | 71 | 20 | 22.3 | .519 | .000 | .709  | 4.9 | .6  | .4  | 1.0 | 7.8  |

### Колеџ
| Сезона   | Екипа       | ОУ  | СУ  | МПУ  | ПШ%  | 3П% | СБ%  | СПУ | АПУ | УПУ | БПУ | ППУ  |
| -------- | ----------- | --- | --- | ---- | ---- | --- | ---- | --- | --- | --- | --- | ---- |
| 2006/07. | УСК тоџанси | 37  | 37  | 32.4 | .558 | —   | .623 | 8.7 | 1.5 | .5  | 1.9 | 12.2 |
| 2007/08. | УСК тоџанси | 33  | 32  | 32.1 | .580 | —   | .594 | 7.8 | 1.3 | .7  | 2.5 | 10.8 |
| 2008/09. | УСК тоџанси | 35  | 35  | 33.7 | .601 | —   | .659 | 9.0 | 1.3 | 1.0 | 2.9 | 14.3 |
| Career   | Career      | 105 | 104 | 32.7 | .580 | —   | .629 | 8.5 | 1.4 | .7  | 2.4 | 12.4 |